# 宮下典子
宮下 典子（みやした のりこ、3月17日 - ）は、日本の女性声優。オフィス薫所属。東京都出身。

## 略歴
オフィス薫附属声優養成所第13期卒業生。

## 人物
音域はメゾソプラノ〜アルト。
趣味は観劇、歌。

## 出演

### テレビアニメ
- ドラえもん（テレビ朝日版第2期）
- NARUTO -ナルト- 疾風伝（2010年 - 2013年、イルカの母〈うみのコハル〉、友達、木ノ葉の里の住民、おばちゃん、うずまきミト〈壮年期〉、少年、院婦）
- マケン姫っ!（2011年、女子生徒）

### 劇場アニメ
- ROAD TO NINJA -NARUTO THE MOVIE-（2011年、木ノ葉の人々）

### 吹き替え
- グッド・ワイフ
- クリスマスキューピッド
- グレイズ・アナトミー6（サラ）
- 恋のスラムダンク
- CSI:ニューヨーク7
- TOUCH/タッチ
- ディフェンダーズ 闘う弁護士
- PAN AM/パンナム
- ビクトリアス
- フットルース 夢に向かって
- プライベート・プラクティス3（サラ）
- ブラック・スワン
- ボディ・オブ・プルーフ 死体の証言
- メル&ジョー 好きなのはあなたでしょ?（レノックス）
- 善き人（アン）

### ラジオ
- 小森まなみのPOP'nパジャマEYE（番組内コーナー出演）